# Tour de France 2022/13. Etappe
Die 13. Etappe der Tour de France 2022 fand am 15. Juli 2022 statt und führte die Fahrer aus den Alpen über die Rhone Richtung Westen. Der Start der Etappe erfolgte in Le Bourg-d’Oisans, ehe es über 192,6 hüglige Kilometer nach Saint-Étienne ging. Nach der Zielankunft hatten die Fahrer insgesamt 2155,8 Kilometer absolviert, was 64,4 % der Gesamtdistanz der 109. Austragung des französischen Etappenrennens entsprach.

## Streckenführung
Der neutralisierte Start erfolgte in Le Bourg-d’Oisans auf der Avenue de la République. Anschließend verließen die Fahrer den Startort über die D1091 in Richtung Norden.
Der offizielle Start erfolgte nach 5,3 Kilometern auf der D1091 bei der Ortschaft Les Sables. Nun folgten die Fahrer der  Romanche stromabwärts bis Vizille. Vorbei am Schloss Vizille begann der Anstieg der Côte de Brie (450 m). Nach 30,4 Kilometern überquerten die Fahrer die Bergwertung der 3. Kategorie, und es folgte eine kurze Abfahrt nach Grenoble. Die Strecke verlief durch das Stadtzentrum und dann Richtung Nordwesten entlang der Isère. Rund 70 Kilometer nach dem Start erreichten die Fahrer Tullins, wo die Auffahrt auf den Col de Parménie (571 m) begann. Dieser Anstieg der 2. Kategorie führte über 5,1 Kilometer mit einer durchschnittlichen Steigung von 6,6 % und wurde nach 79,2 Kilometern überquert. Kurz darauf erfolgte bei Kilometer 101,6 in La Côte-Saint-André ein Zwischensprint, ehe es weiter nach Vienne ging. Hier überquerten die Fahrer die Rhone und gelangten zur Côte de Saint-Romain-en-Gal (466 m), einem Anstieg der 3. Kategorie. Die Bergwertung erreichten die Fahrer 44 Kilometer vor dem Ziel, und es folgte nach einer kurzen Abfahrt eine Gegensteigung auf den Col de la Croix Régis (500 m), der jedoch nicht als Bergwertung kategorisiert war. Im Anschluss erreichten die Fahrer den Fluss Gier, dem sie flussaufwärts bis Saint-Chamond folgten. Weiters ging es bergauf nach La Talaudière, ehe die letzten 7,6 Kilometer flach nach Saint-Étienne führten. Die Ziellinie befand sich auf der Rue Claude Verney Carron in der Nähe des Stade Geoffroy-Guichard.
|                            | Ort                         | Kilometer | Länge (km) | Höhe (m) | Ø Steigung |
| -------------------------- | --------------------------- | --------- | ---------- | -------- | ---------- |
| neutralisierter Start      | Le Bourg-d’Oisans           | 0-5,3     |            |          |            |
| offizieller Start          | Les Sables                  | 0,0       |            |          |            |
| Bergwertung (3. Kategorie) | Côte de Brie                | 030,4     | 2,4        | 450      | 6,9 %      |
| Bergwertung (2. Kategorie) | Col de Parménie             | 079,2     | 5,1        | 571      | 6,6 %      |
| Zwischensprint             | La Côte-Saint-André         | 101,6     |            |          |            |
| Bergwertung (3. Kategorie) | Côte de Saint-Romain-en-Gal | 148,6     | 6,6        | 466      | 4,5 %      |
| Ziel                       | Saint-Étienne               | 192,6     |            |          |            |

## Rennverlauf
Erneut musste ein Fahrer die Tour wegen eines positiven Corona-Tests verlassen, diesmal traf es Warren Barguil (Team Arkéa-Samsic).
Nicht zum ersten Mal in dieser Tour war die Ausreißergruppe hart umkämpft; erst nach einer halben Stunde konnten sich Filippo Ganna (Ineos Grenadiers), Matteo Jorgenson (Movistar Team) und Stefan Küng (Groupama-FDJ) absetzen. Ausgangs von Grenoble gesellten sich noch Mads Pedersen, Quinn Simmons (beide Trek-Segafredo), Fred Wright (Bahrain Victorious) und Hugo Houle (Israel-Premier Tech) zu ihnen. Im Peloton bildeten sich gelegentlich Windstaffeln, die von kurzer Dauer blieben.
Der Vorsprung der Ausreißergruppe betrug maximal zweieinhalb Minuten; namentlich die Mannschaften von Alpecin-Deceuninck und Lotto Soudal bestimmten das Tempo im Peloton in der Hoffnung auf einen Sprint. Als 70 km vor dem Ziel der Lotto-Soudal-Sprinter Caleb Ewan in einer Kurve stürzte und dem Peloton hinterher jagen musste, kam es zu der kuriosen Situation, dass das Mannschaftsfahrzeug von Alpecin-Deceuninck ihrem Konkurrenten und Zweckverbündeten Windschatten gab. Der Sportliche Leiter von Alpecin-Deceuninck wurde für diese Aktion später mit einer Geldstrafe von insgesamt 1000 Euro belegt, Ewan mit Geldstrafe und Abzügen im Klassement. Ewan schaffte es noch bis ans Ende des Pelotons, musste aber unmittelbar wieder abreißen lassen. Unterdessen hatte Victor Lafay (Cofidis) krankheitsbedingt die Tour aufgegeben.
Simmons musste der Hitze Tribut zollen und schied aus der Spitzengruppe aus. Nichtsdestotrotz ließ der Verlust Ewans deren Vorsprung ansteigen, da Lotto Soudal sich nun zurückhielt, andere Sprinter-Teams nach den Alpen ihre Kräfte schonen wollten, und Alpecin-Deceuninck allein mit der Tempoarbeit überfordert war. Erst gut 40 km vor dem Ziel kam Team BikeExchange-Jayco nach vorn, um für Michael Matthews zu fahren. Unter ihrem Tempo fiel das Hauptfeld im hügligen Gelände auseinander, doch auf sich allein gestellt konnten auch sie nicht näher als zwei Minuten an die Spitzengruppe kommen.
13 Kilometer vor dem Ziel steckte BikeExchange-Jayco auf. Fast zeitgleich attackierte Pedersen seine Konkurrenten, nur Wright und Houle konnten mitgehen. Im Sprint wurde Pedersen seiner Favoritenrolle gerecht und gewann überlegen seine erste Tour-Etappe.

## Ergebnis
| \| Etappenergebnis \| Etappenergebnis \| Etappenergebnis \| Etappenergebnis \| Etappenergebnis \| \| Fahrer \| Fahrer \| Land \| Team \| Zeit \| \| --------------- \| ---------------- \| ---------------------- \| ---------------------------------- \| --------------- \| \| 1. \| Mads Pedersen \| Dänemark \| Trek-Segafredo \| 4 h 13 min 03 s \| \| 2. \| Fred Wright \| Vereinigtes Königreich \| Bahrain Victorious \| + 0 s \| \| 3. \| Hugo Houle \| Kanada \| Israel-Premier Tech \| + 0 s \| \| 4. \| Stefan Küng \| Schweiz \| Groupama-FDJ \| + 30 s \| \| 5. \| Matteo Jorgenson \| Vereinigte Staaten \| Movistar Team \| + 30 s \| \| 6. \| Filippo Ganna \| Italien \| Ineos Grenadiers \| + 32 s \| \| 7. \| Wout van Aert \| Belgien \| Jumbo-Visma \| + 5 min 45 s \| \| 8. \| Florian Sénéchal \| Frankreich \| Quick-Step Alpha Vinyl \| + 5 min 45 s \| \| 9. \| Luca Mozzato \| Italien \| B&B Hotels-KTM \| + 5 min 45 s \| \| 10. \| Andrea Pasqualon \| Italien \| Intermarché-Wanty-Gobert Matériaux \| + 5 min 45 s \| |                  |                        |                                    |                 |
| |                  |                        |                                    |                 |
| Quelle: ProCyclingStats |                  |                        |                                    |                 |
| Etappenergebnis |                  |                        |                                    |                 |
| Fahrer | Fahrer           | Land                   | Team                               | Zeit            |
| 1. | Mads Pedersen    | Dänemark               | Trek-Segafredo                     | 4 h 13 min 03 s |
| 2. | Fred Wright      | Vereinigtes Königreich | Bahrain Victorious                 | + 0 s           |
| 3. | Hugo Houle       | Kanada                 | Israel-Premier Tech                | + 0 s           |
| 4. | Stefan Küng      | Schweiz                | Groupama-FDJ                       | + 30 s          |
| 5. | Matteo Jorgenson | Vereinigte Staaten     | Movistar Team                      | + 30 s          |
| 6. | Filippo Ganna    | Italien                | Ineos Grenadiers                   | + 32 s          |
| 7. | Wout van Aert    | Belgien                | Jumbo-Visma                        | + 5 min 45 s    |
| 8. | Florian Sénéchal | Frankreich             | Quick-Step Alpha Vinyl             | + 5 min 45 s    |
| 9. | Luca Mozzato     | Italien                | B&B Hotels-KTM                     | + 5 min 45 s    |
| 10. | Andrea Pasqualon | Italien                | Intermarché-Wanty-Gobert Matériaux | + 5 min 45 s    |

## Gesamtstände
| \| Gesamtwertung \| Gesamtwertung \| Gesamtwertung \| Gesamtwertung \| Gesamtwertung \| \| Fahrer \| Fahrer \| Land \| Team \| Zeit \| \| ------------- \| ----------------- \| ---------------------- \| ----------------- \| ---------------- \| \| 1. \| Jonas Vingegaard \| Dänemark \| Jumbo-Visma \| 50 h 47 min 34 s \| \| 2. \| Tadej Pogačar \| Slowenien \| UAE Team Emirates \| + 2 min 22 s \| \| 3. \| Geraint Thomas \| Vereinigtes Königreich \| Ineos Grenadiers \| + 2 min 26 s \| \| 4. \| Romain Bardet \| Frankreich \| Team DSM \| + 2 min 35 s \| \| 5. \| Adam Yates \| Vereinigtes Königreich \| Ineos Grenadiers \| + 3 min 44 s \| \| 6. \| Nairo Quintana \| Kolumbien \| Arkéa-Samsic \| + 3 min 58 s \| \| 7. \| David Gaudu \| Frankreich \| Groupama-FDJ \| + 4 min 07 s \| \| 8. \| Thomas Pidcock \| Vereinigtes Königreich \| Ineos Grenadiers \| + 7 min 39 s \| \| 9. \| Enric Mas \| Spanien \| Movistar Team \| + 9 min 32 s \| \| 10. \| Alexander Wlassow \| Russland \| Bora-Hansgrohe \| + 10 min 06 s \| |                   |                        |                   |                  |
| |                   |                        |                   |                  |
| Quelle: ProCyclingStats |                   |                        |                   |                  |
| Gesamtwertung |                   |                        |                   |                  |
| Fahrer | Fahrer            | Land                   | Team              | Zeit             |
| 1. | Jonas Vingegaard  | Dänemark               | Jumbo-Visma       | 50 h 47 min 34 s |
| 2. | Tadej Pogačar     | Slowenien              | UAE Team Emirates | + 2 min 22 s     |
| 3. | Geraint Thomas    | Vereinigtes Königreich | Ineos Grenadiers  | + 2 min 26 s     |
| 4. | Romain Bardet     | Frankreich             | Team DSM          | + 2 min 35 s     |
| 5. | Adam Yates        | Vereinigtes Königreich | Ineos Grenadiers  | + 3 min 44 s     |
| 6. | Nairo Quintana    | Kolumbien              | Arkéa-Samsic      | + 3 min 58 s     |
| 7. | David Gaudu       | Frankreich             | Groupama-FDJ      | + 4 min 07 s     |
| 8. | Thomas Pidcock    | Vereinigtes Königreich | Ineos Grenadiers  | + 7 min 39 s     |
| 9. | Enric Mas         | Spanien                | Movistar Team     | + 9 min 32 s     |
| 10. | Alexander Wlassow | Russland               | Bora-Hansgrohe    | + 10 min 06 s    |

| Punktewertung | Punktewertung       | Punktewertung          | Punktewertung          | Punktewertung |
| Fahrer        | Fahrer              | Land                   | Team                   | Punkte        |
| ------------- | ------------------- | ---------------------- | ---------------------- | ------------- |
| 1.            | Wout van Aert       | Belgien                | Jumbo-Visma            | 333 P.        |
| 2.            | Tadej Pogačar       | Slowenien              | UAE Team Emirates      | 164 P.        |
| 3.            | Fabio Jakobsen      | Niederlande            | Quick-Step Alpha Vinyl | 155 P.        |
| 4.            | Mads Pedersen       | Dänemark               | Trek-Segafredo         | 132 P.        |
| 5.            | Magnus Cort Nielsen | Dänemark               | EF Education-EasyPost  | 129 P.        |
| 6.            | Christophe Laporte  | Frankreich             | Jumbo-Visma            | 121 P.        |
| 7.            | Jasper Philipsen    | Belgien                | Alpecin-Deceuninck     | 116 P.        |
| 8.            | Jonas Vingegaard    | Dänemark               | Jumbo-Visma            | 96 P.         |
| 9.            | Peter Sagan         | Slowakei               | TotalEnergies          | 86 P.         |
| 10.           | Fred Wright         | Vereinigtes Königreich | Bahrain Victorious     | 76 P.         |

| Bergwertung | Bergwertung      | Bergwertung            | Bergwertung                        | Bergwertung |
| Fahrer      | Fahrer           | Land                   | Team                               | Punkte      |
| ----------- | ---------------- | ---------------------- | ---------------------------------- | ----------- |
| 1.          | Simon Geschke    | Deutschland            | Cofidis                            | 43 P.       |
| 2.          | Louis Meintjes   | Südarfika              | Intermarché-Wanty-Gobert Matériaux | 39 P.       |
| 3.          | Jonas Vingegaard | Dänemark               | Jumbo-Visma                        | 36 P.       |
| 4.          | Giulio Ciccone   | Italien                | Trek-Segafredo                     | 35 P.       |
| 5.          | Pierre Latour    | Frankreich             | TotalEnergies                      | 35 P.       |
| 6.          | Neilson Powless  | Vereinigte Staaten     | EF Education-EasyPost              | 35 P.       |
| 7.          | Thomas Pidcock   | Vereinigtes Königreich | Ineos Grenadiers                   | 28 P.       |
| 8.          | Anthony Perez    | Frankreich             | Cofidis                            | 26 P.       |
| 9.          | Tadej Pogačar    | Slowenien              | UAE Team Emirates                  | 26 P.       |
| 10.         | Chris Froome     | Vereinigtes Königreich | Israel-Premier Tech                | 22 P.       |

| Nachwuchswertung | Nachwuchswertung   | Nachwuchswertung       | Nachwuchswertung                   | Nachwuchswertung  |
| Fahrer           | Fahrer             | Land                   | Team                               | Zeit              |
| ---------------- | ------------------ | ---------------------- | ---------------------------------- | ----------------- |
| 1.               | Tadej Pogačar      | Slowenien              | UAE Team Emirates                  | 50 h 49 min 56 s  |
| 2.               | Thomas Pidcock     | Vereinigtes Königreich | Ineos Grenadiers                   | + 5 min 17 s      |
| 3.               | Brandon McNulty    | Vereinigte Staaten     | UAE Team Emirates                  | + 54 min 11 s     |
| 4.               | Matteo Jorgenson   | Vereinigte Staaten     | Movistar Team                      | + 54 min 49 s     |
| 5.               | Andreas Leknessund | Norwegen               | Team DSM                           | + 1 h 04 min 33 s |
| 6.               | Kevin Geniets      | Luxemburg              | Groupama-FDJ                       | + 1 h 14 min 32 s |
| 7.               | Michael Storer     | Australien             | Groupama-FDJ                       | + 1 h 17 min 41 s |
| 8.               | Georg Zimmermann   | Deutschland            | Intermarché-Wanty-Gobert Matériaux | + 1 h 20 min 28 s |
| 9.               | Fred Wright        | Vereinigtes Königreich | Bahrain Victorious                 | + 1 h 33 min 43 s |
| 10.              | Matis Louvel       | Frankreich             | Arkéa-Samsic                       | + 1 h 53 min 30 s |

| Mannschaftswertung | Mannschaftswertung    | Mannschaftswertung           | Mannschaftswertung |
| Team               | Team                  | Land                         | Zeit               |
| ------------------ | --------------------- | ---------------------------- | ------------------ |
| 1.                 | Ineos Grenadiers      | Vereinigtes Königreich       | 152 h 21 min 50 s  |
| 2.                 | Jumbo-Visma           | Niederlande                  | + 20 min 59 s      |
| 3.                 | Groupama-FDJ          | Frankreich                   | + 44 min 33 s      |
| 4.                 | UAE Team Emirates     | Vereinigte Arabische Emirate | + 1 h 05 min 17 s  |
| 5.                 | Bora-Hansgrohe        | Deutschland                  | + 1 h 35 min 42 s  |
| 6.                 | Movistar Team         | Spanien                      | + 1 h 42 min 17 s  |
| 7.                 | Arkéa-Samsic          | Frankreich                   | + 1 h 43 min 01 s  |
| 8.                 | Bahrain Victorious    | Bahrain                      | + 1 h 48 min 07 s  |
| 9.                 | Team DSM              | Niederlande                  | + 2 h 02 min 40 s  |
| 10.                | Astana Qazaqstan Team | Kasachstan                   | + 2 h 21 min 39 s  |

## Ausgeschiedene Fahrer
Die folgenden Fahrer sind aus der Tour ausgeschieden:
- Warren Barguil (Team Arkéa-Samsic): wegen positivem Corona-Test nicht gestartet
- Victor Lafay (Cofidis): während der Etappe wegen einer Erkrankung aufgegeben